# 乐山乌木珍品文化博物馆
乐山乌木珍品文化博物馆位于中华人民共和国四川省乐山市，是一座集乌木雕刻艺术品收藏、研究、展览为一体的专题性博物馆。馆内乌木艺术品的数量及质量均居全中国第一。馆内亦设三十七万枚的毛主席像章，数量规模居全国第一，并已入选吉尼斯记录。

## 关连项目
- 四川省博物馆列表